# Visions of Destiny
Visions of Destiny es un DVD de la banda finlandesa del power Metal, Stratovarius. Es el primer DVD de la banda que salió a la venta en 1999 por T&T Records. Fue dirigido por "Jari Flinck", fue grabado el 31 de marzo de 1999 en Tavastia, Helsinki, Finlandia. Se publicó un videoclip oficial de la canción S.O.S en vivo para promocionar el DVD grabado en Buenos Aires, Argentina dirigido por el mismo director. Más tarde el sello discográfico Edel Music publicó el disco Destiny y remasterizado junto con un disco en directo en formato CD de audio del mismo DVD. Se puso a la venta en 21 de octubre de 2016.

## Lista de canciones
1. "Destiny" (8:31)
2. "Paradise" (5:42)
3. "Speed Of Light" (3:23)
4. "S.O.S" (4:32)
5. "Anthem Of The World" (8:50)
6. "Forever Free" (6:19)
7. "Black Diamond" (6:52)
8. "The Kiss Of Judas" (6:04)
9. "Distant Skies" (3:04)
10. "Forever" (4:32)

## Miembros
- Timo Kotipelto: Voz
- Timo Tolkki: Guitarra
- Jari Kainulainen: Bajo
- Jens Johansson: Teclado
- Jörg Michael: Batería